# Philippe Ricord

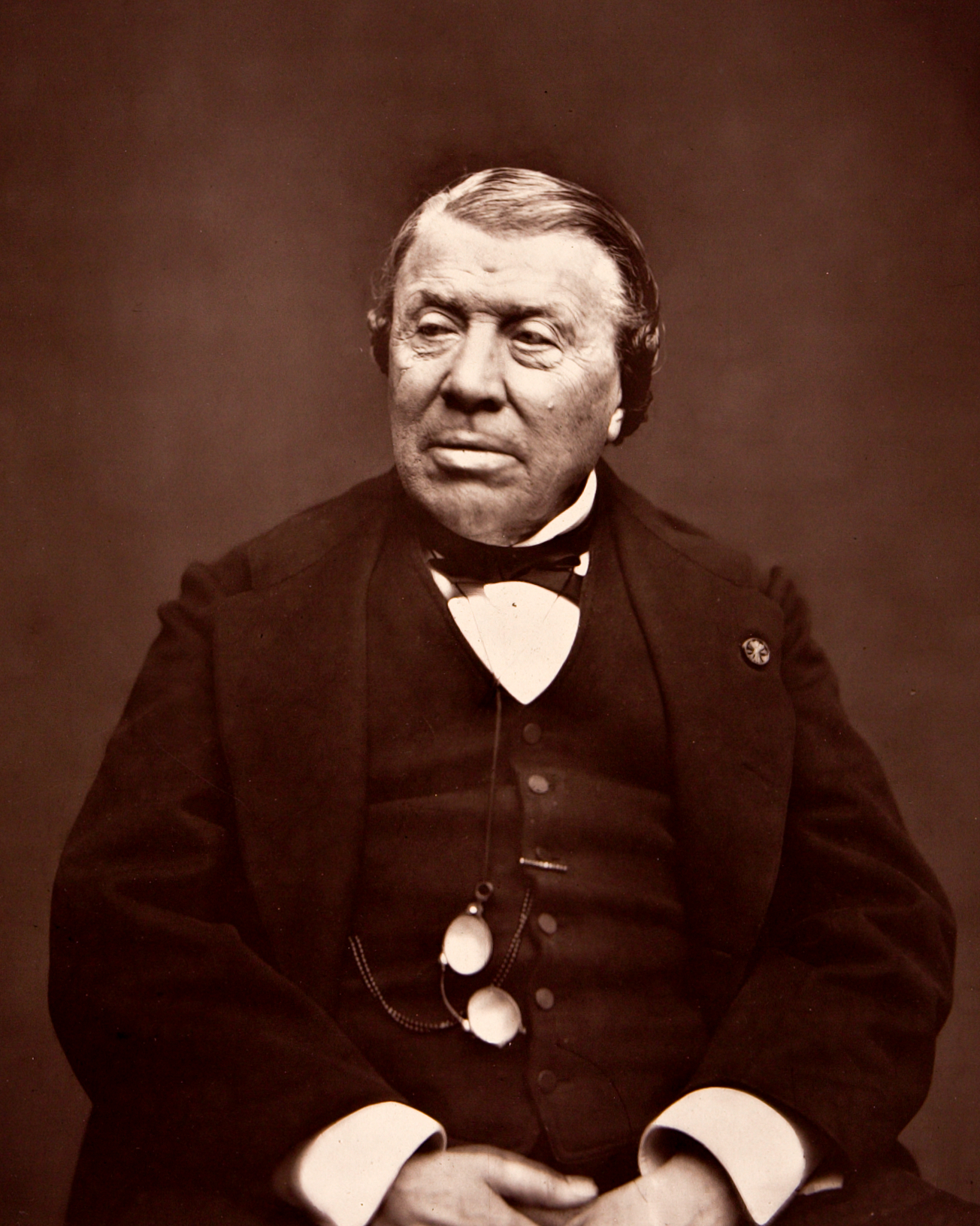
Philippe Ricord, 1860er oder 1870er Jahre

Philippe Ricord (* 10. Dezember 1800 in Baltimore; † 22. Oktober 1889 in Paris) war ein französischer Chirurg und Venerologe (Arzt für Geschlechtskrankheiten). Er gehörte zu den führenden Pariser Medizinern und als Autorität der Syphilisforschung seiner Zeit.

## Leben
Geboren in Baltimore, als Sohn von vor dem Terror der Französischen Revolution in die Vereinigten Staaten von Amerika geflohener französischer Eltern, absolvierte er von 1820 bis 1826 seine medizinische Ausbildung an der Sorbonne in Paris, studierte unter anderem bei Guillaume Dupuytren und Jacques Lisfranc, und schloss das Medizinstudium mit der Promotion ab. Als Chirurg und Oberwundarzt am Pariser Hôpital du Midi und Chefarzt des Hôpital des Vénériens zu Paris beschäftigte er sich hauptsächlich mit venerischen Erkrankungen. Er beschrieb die drei Stadien der Syphilis. Um 1830 begann mit Ricord eine Diskussion um die Unabhängigkeit von Syphilis (Schanker) und Gonorrhoe (Tripper) und die Stadieneinteilung der Syphilis ein. Experimentell wies Ricord 1837 die Unterschiedlichkeit von Syphilis und Gonorrhoe nach und widerlegte damit 1838 Hunters These, dass die Syphilis lediglich eine schwerere Form der Gonorrhoe sei.
Philippi Record wurde 1850 in die „Académie de médicine“ aufgenommen. Er wurde 1852 Leibarzt des Prinzen Napoléon, 1869 Chirurgien consulté des Kaisers und schließlich 1870/71 Präsident der Lazarette im belagerten Paris.

## Schriften (Auswahl)
- De l’emploi du speculum (Paris, 1833)
- De la blennorrhagie de la femme (1834)
- Emploi de l’onguent mercuriel dans le traitement de l’eresipele (1836)
- Monographie du chancre (Paris, 1837)
- Théorie sur la nature et le traite-ment de l’epididymite (1838)
- Traite des maladies veneriennes (acht Bände, 1838; vierte Auflage 1866; englische Übersetzung, A Practical Lecture on Venereal Diseases, 1842; dreizehnte Auflage 1854)
  - Übersetzung aus dem Französischen von Herrmann Müller: Praktische Abhandlungen über die venerischen Krankheiten [...] Leipzig 1838
- De l’ophthalmie blennorrhagique (1842)
- Clinique iconographique de l’hôpital des veneriens (1842–1851)
- De la syphilisation (1853)
- Lettres sur la syphilis (1851; dritte Auflage 1863; englische Übersetzung 1853)
- Leçons sur le chancre (1858; zweite Auflage 1860; englische Übersetzung 1859)

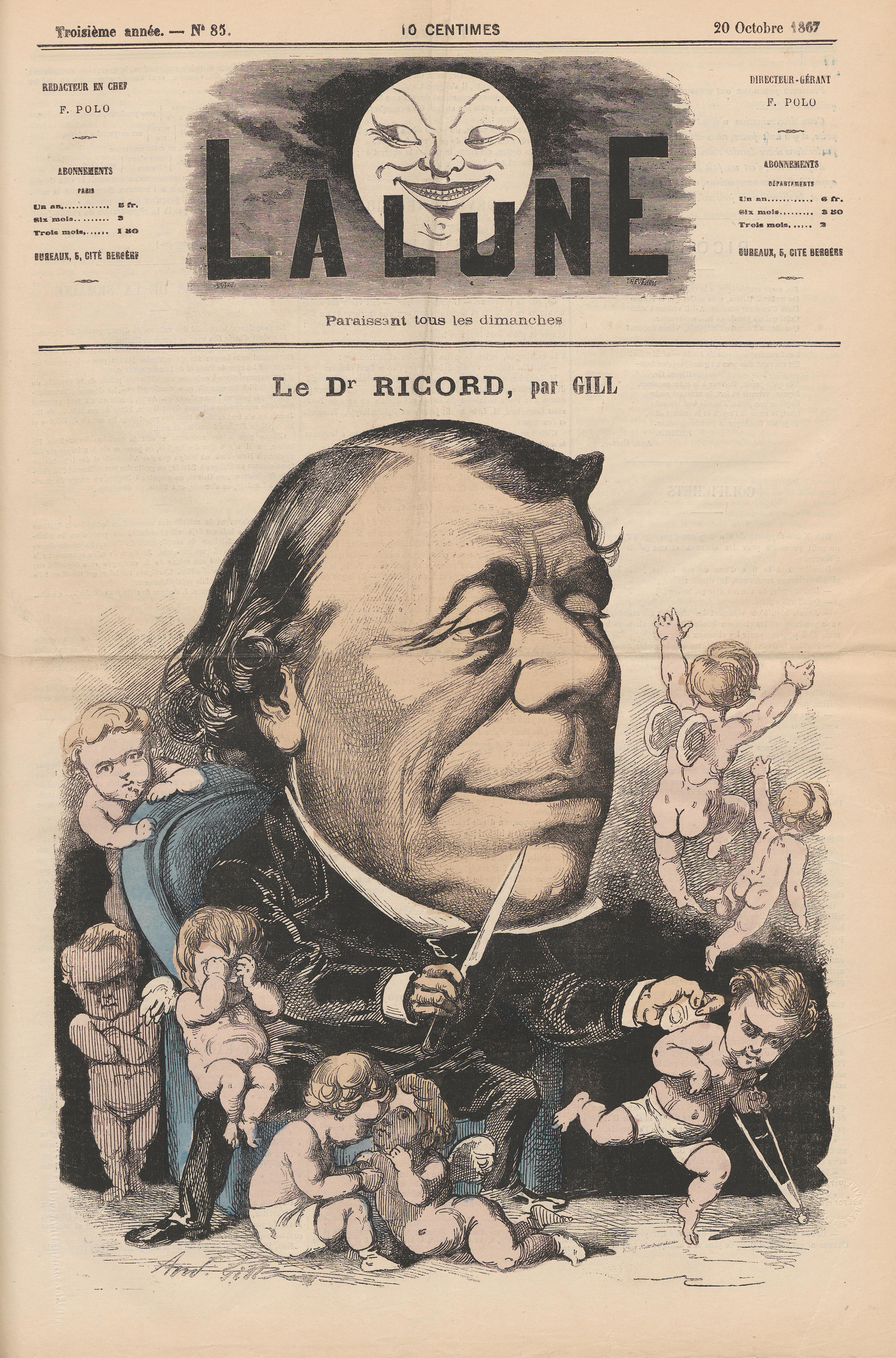
Ricord karikiert von André Gill, 1867